# Ломбард, Монсеррат
Монсеррат Ломбард, или Монтсеррат Ломбард (исп. Montserrat Lombard; 1 августа 1982, Лондон, Англия) — британская актриса.
Она наполовину испанка и наполовину итальянка.

## Биография
Отец — Хесус Лопес (англ. Jesús López), испанский художник и пианист.
Её родители — любители оперы и назвали её в честь Монсеррат Кабалье. И, хотя она родилась и выросла в Лондоне, испанский и итальянский языки были для неё родными, это было первым что она выучила. Когда она пошла в начальную школу, она учила только английский язык. Позже овладела ещё и французским языком.
Актриса часто посещает Испанию. Для неё это как вторая родина.
Близкие и друзья зовут её «Монтс» (исп. Montse).
У неё был партнёр, Джеймс Э. Мэйт, певец и композитор из лондонской городской народной группы BARBAROSSA с 1999 года, и иногда Монтсеррат поёт гармонии с группой.

### Личная жизнь
В настоящее время Монтсеррат встречается с Джеймсом Кимберли Андерс Маколей Корденом.

### Карьера в кинематографе
Её фильмография включает постоянные роли в таких фильмах как «Любовное „мыло“», «Империя Романа» и «Прах к праху», в котором она сыграла роль женщины-констебля полиции Шарон «Шэз» Грейнджер.
Также её фильмография насчитывает фильмы, в которых она снялась как приглашённая актриса, такие как «Врачи», «Крутые истории», «Натан Барли», «Убийство в пригороде», «Убийства в Мидсомере» и роль в полнометражной драме «Туннель любви» производства телевизионной корпорации «ITV» вместе с Джеком Ди. Монтсеррат Ломбард также сыграла роль Лэвьи в эпизодах «Привет, Квеппю» и «Артефакт» научно-фантастического комедийного телесериала «Гипердвигатель» и Стиви (дочь главного героя, Томми Сэксондэйла в четвёртом эпизоде комедийного телесериала «Сэксондэйл» телевизионной корпорации «BBC Two». Она появляется в роли Леди Энн Вудсток в радио-комедии «За́мок».
Ломбард также появилась в нескольких сценических постановках, включая такие работы как «Люди, которые не устраивают званых обедов» вместе с Марком Стоббартом, снимавшимся в телесериале «55 градусов ниже нуля».
В 2005 году Ломбард сыграла Джун в короткометражном фильме «Ванильная песня», созданном студентами Национальной школы кино и телевидения Великобритании, также как короткометражный фильм Иана Скиэкэлуги «Запутанная ситуация». Она играла Музу в короткометражном фильме Уильяма Мэджера «Стилетто» 2008 года, финансируемом Советом по культуре и искусству «Apex Arts» и Производственным фондом Хичкока.
У неё есть небольшая роль в фильме Терри Гиллиама «Воображариум доктора Парнаса», где она играет роль подруги Салли. В 2009 году она задействована в съёмках фильма «Одноклассницы 2: Легенда о золоте Фриттона». Также c октября 2009 года шли съёмки финального, третьего сезона телесериала «Прах к праху». Премьера 3 сезона состоялась на телеканале «BBC One» 2 апреля 2010 года.

## Фильмография актрисы
1. 2002 — Врачи — Эпизод «Профессиональные риски» — Наталия
2. 2003 — Лондонский сонет — Молодые любовники — девушка
3. 2004 — Туннель любви (фильм) — Натали
4. 2005 — Крутые истории (телесериал) — Эпизод «Хроники Дэт-метала» — Белла
5. 2005 — Натан Барли (телесериал) — Эпизоды № 1.4 и 1.6 — Моника
6. 2005 — Убийство в пригороде (телесериал) — Эпизод «Ведьмы» — Мира Коппелл
7. 2005 — Ванильная песня (короткометражный фильм) — Джун
8. 2005 — Кэрри и Барри (телесериал) — Эпизод «Соревнование»
9. 2006 — Дело Чаттерлей — Бернадин Уолл
10. 2006 — Не ангелы (телесериал) — Эпизоды № 3.6 и 3.7 — Наталия
11. 2006 — Сэксондэйл (телесериал) — Эпизод № 1.4 — Стиви
12. 2007 — Империя Романа (телесериал) — Эпизоды № 1.2 — 1.6 — Никки
13. 2007 — Убийства в Мидсомере — Эпизод «Картина невиновности» — Филомена Белл
14. 2007 — Английский язык (с английскими субтитрами) (короткометражный фильм) — Вокал и тамбурин
15. 2006—2007 — Гипердвигатель (телесериал) — Эпизоды:
— «Привет, Квеппю» (2006) — Лэвья;
— «Артефакт» (2007) — Лэвья
16. 2005—2008 — Любовное «мыло» (телесериал) — Эпизоды:
— «Должен быть какой-то выход отсюда» (2005) — Милли Рассел;
— «Смерть и медсёстры» (2005) — Милли Рассел;
— «Отражение водоёма» (2005) — Милли Рассел;
— «Они не двигаются» (2005) — Милли Рассел;
— «Держи пять» (2005) — Милли Рассел;
— «Война это Ад» (2005) — Милли Рассел;
— «Дым и тени» (2008) — Милли Рассел;
— «Интегрированная логистика» (2008) — Милли Рассел;
— «Обманщик мечты» (2008) — Милли Рассел;
— «Убийца под угрозой» (2008) — Милли Рассел;
— «Драные когти» (2008) — Милли Рассел;
— «Искушённая леди» (2008) — Милли Рассел;
— «Зелёная вдова» (2008) — Милли Рассел;
— «Залив Лоботомия» (2008) — Милли Рассел;
— «Поцелуй смерти» (2008) — Милли Рассел;
— «Так или иначе, чей это Бог ?» (2008) — Милли Рассел;
— «Дом» (2008) — Милли Рассел
17. 2008 — Стилетто (короткометражный фильм) — Муза
18. 2008 — Царапина (короткометражный фильм) — Сьюзен
19. 2009 — Воображариум доктора Парнаса — Подруга Салли
20. 2008—2010 — Прах к праху (телесериал) — Женщина-констебль полиции Шарон «Шэз» Грейнджер
21. 2009 — Преследование Бена Чэдза — Иззи
22. 2009 — Одноклассницы 2: Легенда о золоте Фриттона — Зои
23. 2010 — The Savage Canvas (короткометражный фильм)
24. 2011 — Борджиа (телесериал, Канада — Венгрия — Ирландия)
25. 2011 — Weighed In: The Story of the Mumper